# Cardicola davisi
Cardicola davisi är en plattmaskart. Cardicola davisi ingår i släktet Cardicola och familjen Sanguinicolidae. Inga underarter finns listade i Catalogue of Life.